# 다리야 빌로디드
다리야 헨나디이우나 빌로디드(우크라이나어: Да́р'я Генна́діївна Білоді́д, 2000년 10월 10일~)는 우크라이나의 유도 선수이다. 세계 유도 선수권 대회 여자 엑스트라 라이트급 부문에서 2번 우승했으며, 2020년 하계 올림픽에서 동메달을 획득했다.

## 생애
우크라이나 수도 키이우에서 전직 유도 선수인 헨나디 빌로디드와 전직 유도 겸 삼보 선수인 스비틀라나 쿠즈네초바 부부의 딸로 태어났다. 6세 시절까지 리듬체조 선수로 활동하다가 유도로 전향했다. 아제르바이잔 바쿠에서 열린 2018년 세계 선수권 대회 여자 -48kg급 결승전에서 안다리 후리기 기술을 활용하여 일본의 도나키 후나를 1분 59초 만에 한판승으로 누르고 우승을 차지했다. 빌로디드는 이 대회에서 17세 345일에 역대 최연소 우승자로 기록되었는데 1993년에 일본의 다니 료코가 18세 27일에 세웠던 기록을 갱신했다.
벨라루스 민스크에서 열린 2019년 유러피언 게임에서는 여자 유도 -48kg급에서 러시아의 이리나 돌고바를 누르고 금메달을 획득했고 일본 도쿄에서 개최된 2019년 세계 선수권 대회에서도 여자 -48kg급에서 우승을 차지했다. 2020년 도쿄 하계 올림픽에서는 여자 유도 -48kg급에서 이스라엘의 시라 리쇼니를 한판승으로 누르고 동메달을 획득했다.

## 개인사
빌로디드는 172cm에 달하는 키와 아름다운 외모, 날씬한 몸매로 인하여 여러 모델 에이전시에서 모델 제안을 받았지만 거절했다. 하지만 420,000명에 달하는 인스타그램 팔로어를 보유하고 있을 정도로 화제를 모으기도 했다.
아버지 헨나디 빌로디드는 2004년 아테네 하계 올림픽 당시 우크라이나 유도 국가대표로 참가했으며 8강전에서 대한민국의 이원희를 만나 한판패를 당했다.